# Espermidina
La espermidina, nombre común de la N'-(3-aminopropil)butano-1,4-diamina, es una poliamina de fórmula molecular C7H19N3. Su estructura consta de una cadena alifática con tres grupos amino, dos de ellos primarios —uno en cada extremo— y uno secundario.
Fue aislada por primera vez a partir del semen humano.

## Propiedades físicas y químicas
La espermidina es un líquido incoloro de olor amoniacal que tiene su punto de fusión a 23 °C y su punto de ebullición a 129 °C.
Su densidad, ρ = 0,925 g/cm³, es algo menor que la del agua.
El valor del logaritmo de su coeficiente de reparto, logP ≈ -1, indica que su solubilidad es mayor en disolventes polares —como el agua— que en disolventes apolares.
Es un compuesto estable y muy higroscópico, incompatible con ácidos, cloruros de acilo, anhídridos de ácidos y agentes oxidantes fuertes.

## Funciones biológicas
La espermidina tiene un papel vital en la supervivencia de la célula. Cuando está presente en la célula a niveles moderados ayuda a estabilizar la estructura del ADN y de las histonas, protegiéndolo de las nucleasas y manteniendo su actividad de transcripción; sin embargo, un nivel alto de poliaminas provoca la apoptosis de la célula debido al estrés oxidativo generado por la acumulación de peróxido de hidrógeno por el catabolismo de las mismas.
Una de las funciones de la espermidina es modular la actividad enzimática de la lisozima y de la fosfatasa alcalina. Sincroniza una serie de procesos biológicos (como la actividad de la Ca2+-, Na+- y K+- ATPasa), manteniendo el potencial de membrana, y controlando el volumen y el pH intracelular.
Participa en diversos procesos bioquímicos: inhibe la óxido nítrico sintasa o nNOS neuronal, liga y precipta el ADN y actúa como regulador del crecimiento vegetal.
Por otra parte, es un agente que regula la longevidad en mamíferos a través de varios mecanismos. A nivel molecular, el mecanismo principal es la autofagia pero parecen existir otros mecanismos como la reducción de inflamaciones, el metabolismo de lípidos, así como la regulación del crecimiento, proliferación y muerte celular.
En este sentido, se ha observado que la espermidina incrementa la longevidad en ratones en un 10% e imita la restricción calórica.
En niños, se ha constatado que la ingesta elevada de poliaminas durante el primer año tiene una correlación significativa con la prevención de alergias alimentarias.
Otro aspecto relevante es el papel que tienen las poliaminas como inhibidores de la glicosilación, uno de los efectos más dañinos de la hiperglucemia diabética; la espermidina está siendo utilizada e investigada como agente antiglucolítico para tratar los síntomas de la diabetes.
También se ha estudiado la relación existente entre poliaminas y cáncer, habiéndose demostrado que el aumento de los niveles de poliaminas —como espermidina y espermina— está asociado al aumento de la proliferación celular así como a la expresión de genes que afectan a la invasión tumoral y a la metástasis.
La espermidina sirve también como precursora de otras poliaminas, tales como la espermina y la termospermina, que contribuyen a la tolerancia a la sequía y a la salinidad por parte de las plantas.

## Biosíntesis

Biosíntesis de espermidina y espermina a partir de la putrescina. Ado = 5'-adenosil.

La espermidina se biosintetiza a partir de la ornitina, aminoácido con dos grupos amino producido en las mitocondrias. La ornitina descarboxilasa (ODC) descarboxila el aminoácido, dando lugar a la putrescina. La S-adenosilmetionina (SAM) actúa sobre la putrescina en presencia de la espermidina sintasa para donarle su grupo n-propilamina, convirtiéndose en metil-tioadenosina (MTA). La adición de un grupo amino a la putrescina da lugar a la espermidina.
Si otra propilamina de la SAM se agrega a la espermidina en presencia de espermina sintasa, se forma espermina.

## Usos
La espermidina se usa en electroporación al transferir el ADN a la célula bajo un impulso eléctrico, así como en la purificación de proteínas que se unen el ADN. Junto al cloruro de calcio, se emplea para precipitar el ADN en los microproyectiles utilizados en biolística.
También se usa habitualmente en las reacciones de biología molecular in vitro, en concreto en la transcripción por la RNA polimerasa II y en su traducción.